# التقدير الأكاديمي في كندا
التقدير الأكاديمي في كندا يختلف حسب المقاطعة ومستوى التعليم (مثل المدرسة الثانوية أو الجامعة)، والمؤسسة (مثل جامعة كوينز)، والكلية. وفيما يلي تحويلات شائعة الاستخدام من الدرجات المئوية إلى الدرجات الحرفية، ولكن هذا ليس إلزامياً بالضرورة، حيث لا يوجد مخطط موحد لتعيين النسب المئوية. التقدير «ممتاز» سيكون من 80-100٪ و «فوق المتوسط» سيكون من 70-79٪.

## الدرجات الأكاديمية

### ألبرتا
في ألبرتا، التقديرات الأكاديمية تتبع مقياسا من الدرجات الحرفية (Aِ إلى D)، وهي عبارة عن جمل لوصف مستوى أداء الطالب للمهام المناهجية المتوقعة منه، والنسب المئوية المخصصة عادة لطلاب المدارس الثانوية والكليات والجامعات.
| الحرف     | النسبة     |
| --------- | ---------- |
| A (ممتاز) | 80 %–100 % |
| B (جيد)   | 65 %–79 %  |
| C (مقبول) | 50 %–64 %  |
| D (ضعيف)  | 0 %–49 %   |

A (ممتاز): 80٪ -100٪ (أثبت الطالب أداء مثالي لما هو متوقع)
B (جيد): 65٪ -79٪ (أظهر الطالب أداء متقن لما هو متوقع)
C (مقبول): 50٪ -64٪ (أثبت الطالب أداء كاف لما هو متوقع)
D (ضعيف): 0٪ -49٪ (أظهر الطالب أداء ضعيف لما هو متوقع)
IEA (أدلة متاحة غیر کافیة): یشیر إلی أن معلم مقرر معین لم یجمع أدلة کافیة علی تعلم الطالب، وبالتالي، لا یمکنھ إعطاء درجة للطالب المذکور.
WDR (منسحب): الطالب المذكور قد انسحب من دورة معينة، وبالتالي، لا يعطي أي درجة بسبب ذلك.
AMP (سوء الممارسة الأكاديمية): يشير إلى أن الطالب وضع في فئة غير صحيحة، سواء كان ذلك عن طريق عدم وجود طلب مسبق أو لم يطلب الصف عند التسجيل. لذا لا يتم إعطاء علامة.
P (منقول): يشير إلى أن الطالب قد حقق الحد الأدنى من الدرجة لاجتياز المادة المقدمة من قبل المعلم لأسباب خارجة عن استطاعة الطالب. وتترجم درجة (P) إلى 50٪ عند استخدامها لحساب متوسطات القبول أو التسجيل الجامعي.
علامة (D)، أو من 0٪ -49٪، تعني الرسوب في المادة وعادة ما تعطى لطلاب المدارس الثانوية وما بعد الثانوية فقط، ولكن يمكن أن تعطى للطلاب الصغار أيضا، ولكن لا يتم ذلك عادة. كما أن درجة الرسوب سوف تؤدي أيضا إلى عدم الحصول على اعتمادات للحصول على دبلوم مدرسة ألبرتا الثانوية أو لأي مرحلة أخرى من مراحل ما بعد الثانوية، وعادة ما تعني أن الطالب من المرجح أن يعيد الدورة.

### كولومبيا البريطانية
| الحرف                 | النسبة   |
| --------------------- | -------- |
| A (ممتاز)             | 86%–100% |
| B (فوق المتوسط)       | 73%–85%  |
| C+ (متوسط)            | 67%–72%  |
| C (دون المتوسط)       | 60%–66%  |
| C- (مقبول)            | 50%–59%  |
| I/F (قيد التقدم/راسب) | 0%–49%   |

 تفسير الدرجة الحرفية:
A = يظهر الطالب أداء ممتازا أو متميزا فيما يتعلق بنتائج التعلم المتوقعة للدورة أو المادة والصف.
B = يظهر الطالب أداء جيدا جدا فيما يتعلق بنتائج التعلم المتوقعة للدورة أو المادة أوالصف.
C + = يظهر الطالب أداء جيد فيما يتعلق بنتائج التعلم المتوقعة للدورة أو المادة أوالصف.
C = يظهر الطالب أداء مرضيا فيما يتعلق بنتائج التعلم المتوقعة للدورة أو المادة أوالصف.
C- = يظهر الطالب أداء مقبول إلى حده الأدنى فيما يتعلق بنتائج التعلم المتوقعة للدورة أو المادة أوالصف.
I = (قيد التقدم أو غير مكتمل) الطالب، لأسباب متنوعة، لا يظهر الأداء المقبول إلى الحد الأدنى فيما يتعلق بنتائج التعلم المتوقعة. ولا يجوز تعيين درجة "I" إلا وفقا للبند 3.
F = (راسب) لم يظهر الطالب الأداء المقبول إلى حده الأدنى فيما يتعلق بنتائج التعلم المتوقعة للدورة أو المادة أوالصف. يمكن استخدام F (فشل) كدرجة حرفية نهائية إذا تم تعيين حرف "I" (قيد التقدم) سابقا أو تم تعيين "F" نتيجة لفشل في دورة قابلة للتحقيق في المقاطعات.
W = (منسحب) وفقا لسياسة المجلس، وبناء على طلب من ولي الأمر للطالب أو، عند الاقتضاء، يجوز للطالب أو مدير المدرسة أو نائب مدير المدرسة أو مدير التعليم المسؤول عن المدرسة منح الإذن للطالب للانسحاب من دورة أو مادة.
SG = (منقول مع الرأفة) على الرغم من عدم الانتهاء من المتطلبات العادية، لكن تم تحقيق مستوى كاف من الأداء لضمان الدرجة، بما يتفق مع المصالح المثلى للطالب، يجتاز الطالب الدورة أو المادة أو الصف. يمكن استخدام النقل مع الرأفة في حالات المرض الخطير أو الاستشفاء أو التأخر في الدخول أو المغادرة المبكرة، ولكن لا يجوز منحها إلا من خلال إجراءات قضائية يأذن بها مدير المدرسة أو نائب مدير المدرسة أو مدير التعليم المسؤول عن المدرسة. لا يجوز استخدام النقل مع الرأفة لدورة تشترط اختبار برنامج التخرج. النقل مع الرأفة قد لا يستخدم لتحويلات التخرج.
(TS= محول مع الرأفة) يمكن منحها من قبل مدير المدرسة أو نائب مديرها أو مديرها المسؤول على أساس فحص السجلات من مؤسسة غير المدرسة كما هو محدد في قانون المدرسة. وبدلا من ذلك، يجوز لمدير المدرسة أو نائب مديرها أو مديرها المسؤول عن تعيين مدرسة أن يخصص درجة حرفية على أساس فحص تلك السجلات.
حولت العديد من المناطق التعليمية في كولومبيا البريطانية طريقة إقرار النتيجة من النسب المئوية إلى الدرجات الحرفية للصفوف 8-9.

### ألبرتا
| الدرجة الحرفية | النسبة المئوية | المعدل التراكمي |
| -------------- | -------------- | --------------- |
| A+             | 91%–100%       | 4.0             |
| A              | 81–90%         | 4.0             |
| B              | 70%–80%        | 3.0             |
| C              | 60%–69%        | 2.0             |
| D              | 50%–59%        | 1.0             |
| F              | 0%–49%         | 0.0             |

سينيور 1-4 (الصف 9-12): يجب على الطالب اجتياز 100 ساعة معتمدة في 4 سنوات. عندما يكمل الطالب سينيور 4، سيتم وضع رتبة الفئة على نصه.

### أونتاريو
تغيرت معايير الدرجات للصفوف الدراسية في أيلول / سبتمبر 2010 لتتزامن مع السنة الدراسية الجديدة. التغييرات الجديدة تتطلب درجة مئوية أعلى من اثنين أو خمس نقاط للحصول على A أو A + على التوالي.
- A (المستوى 4، خارج المعايير الحكومية) 80٪ وما فوق
- B (المستوى 3، بالمعايير الحكومية) 70-79٪
- (المستوى 2، قريباً من المعايير الحكومية) 60-69٪
- D (المستوى 1، أقل بكثير من المعايير الحكومية) 50-59٪
- R (المعايير المعدلة، المستخدمة من الصفوف من 1 إلى 8)
- F (معايير الرسوب المستخدمة في المدارس الثانوية)، أقل من 50٪.

| الدرجة   | النسبة المئوية (حتى أغسطس 2010) | النسبة المئوية (منذ سبتمبر 2010) |
| -------- | ------------------------------- | -------------------------------- |
| 4+       | 90%–100%                        | 95%–100                          |
| 4        | 85%–89%                         | 87%–94%                          |
| 4-       | 80%–84%                         | 80%–86%                          |
| 3+       | 77%–79%                         | 77%–79%                          |
| 3        | 73%–76%                         | 73%–76%                          |
| 3-       | 70%–72%                         | 70%–72%                          |
| 2+       | 67%–69%                         | 67%–69%                          |
| 2        | 63%–66%                         | 63%–66%                          |
| 2-       | 60%–62%                         | 60%–62%                          |
| 1+       | 57%–59%                         | 57%–59%                          |
| 1        | 53%–56%                         | 53%–56%                          |
| 1-       | 50%–52%                         | 50%–52%                          |
| R (راسب) | 0%–49%                          | 0%–49%                           |

### كيبيك
- A +: 95 (ممتاز)
- A: 90 (ممتاز)
- A-: 85 (ممتاز)
- B +: 80 (ممتاز)
- B: 75 (جيد جدا)
- B-: 70 (جيد)
- C +: 65 (متوسط)
- C: 60 (دون المتوسط)
- C: 55 (مقبول)
- D +: 50 (راسب)
- D: 45 (راسب)
- D-: 40 (راسب)
- F: 35 (راسب)

على مستوى المدرسة الثانوية، يتم تقسيم معظم المواد الدراسية إلى ثلاث كفاءات. بالنسبة لبطاقات التقرير، عادة ما تظهر علامات كأرقام ومتوسط لتلك العلامات وبناء عليه يتم حساب درجة المادة. على سبيل المثال، إذا كان الطالب يحقق A و A- و B + في مادة ما، فإن المعلم يقوم بحساب متوسط العلامات الثلاث (في هذه الحالة، 85٪).
درجة الاجتياز كيبيك هي 60٪ وليس 50٪ بالمقارنة مع بعض المقاطعات الأخرى. مع الملاحظة أنه من الممارسات الشائعة للطلاب الاجتياز بدرجات في حدود 55٪ إلى 59٪ وفقا لتقدير المعلم. وتجدر الإشارة أيضا أن علامة النجاح العسكري هي 60٪ في الغالب.
ملاحظة: تحولت معظم المدارس على نظام كيبيك الآن إلى النسب المئوية. العلامة التي يتلقاها الطلاب هي العلامة التي يتم عرضها. ولا تزال علامة الاجتياز 60٪.

### ساسكاتشوان
- A +: 90-100٪ (ممتاز مع مرتبة الشرف)
- A: 80-89٪ (ممتاز)
- B: 70-79٪
- C: 50–69%
- راسب: 0-49٪

تقدم المدارس الثانوية (الصفوف 10-12) نسبة مئوية إلى وزارة التعليم. ويمكن لأي مدرسة تقدم درجات حرفية أن تستخدم أي مقياس تختاره ولا تقتصر على الجدول المبين أعلاه، نظرا لعدم وجود مبادئ توجيهية على مستوى المقاطعات. وتحدد المدارس الفردية أو أقسام المدارس معايير لجوائز مثل مرتبة الشرف أو مرتبة الشرف الأولى، ولا تكون بشكل عام على نطاق المقاطعة. لا يتم الاعتراف بهذه الجوائز في النصوص الرسمية التي يتلقاها الطلاب من وزارة التربية والتعليم. ويتم تقدير الدرجات الأكاديمية لجميع الدرجات الأخرى وفقا للسلطة التقديرية للسلطة المحلية (على سبيل المثال، الأقسام المدرسية). هناك مجموعة متنوعة واسعة من أنظمة الدرجات والإبلاغ المستخدمة في جميع أنحاء المقاطعة مع عدم وجود مبادئ توجيهية شاملة أو متطلبات. ويستخدم الكثيرون نظاما من أربع نقاط من نوع ما، مع توصيفات مثل «تجاوز التوقعات، وتلبية التوقعات، والاقتراب من تحقيق التوقعات، وعدم الوفاء بالتوقعات».